# Eisenmeteorit

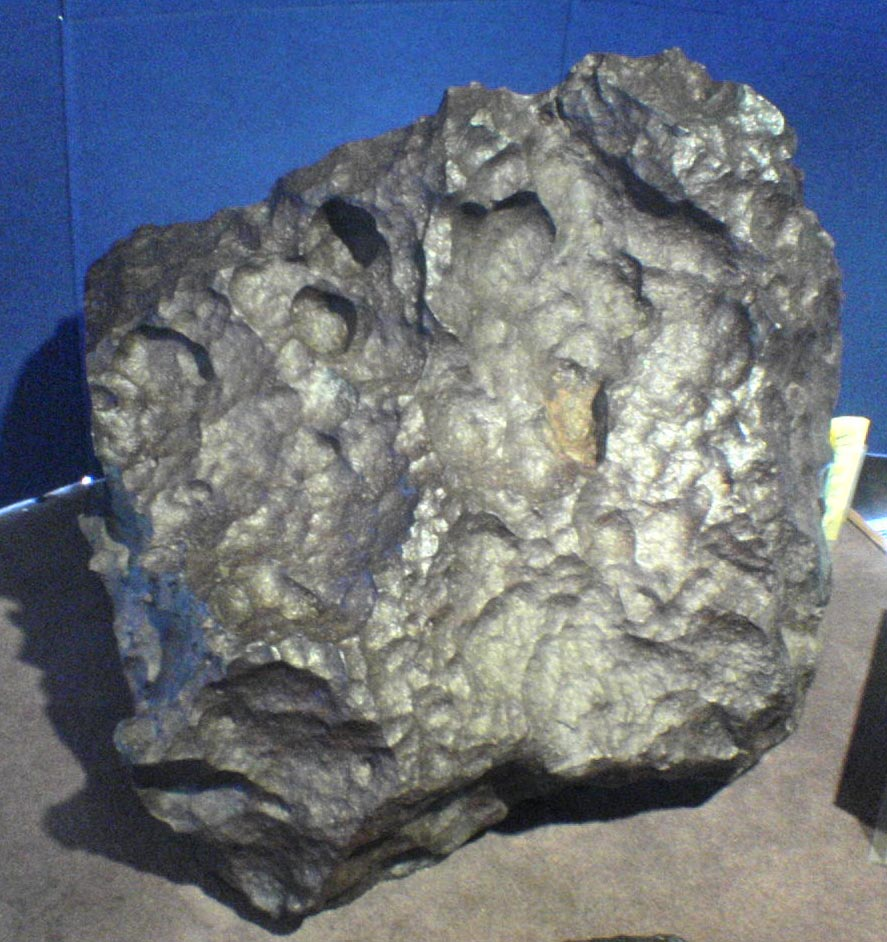
Eisenmeteorit

Die Eisenmeteoriten oder Nickel-Eisen-Meteoriten machen etwa fünf Prozent aller Meteoriten aus und bestehen aus einer Legierung aus Eisen und etwa 5 bis 20 Gewichtsprozent Nickel. Ihr Inneres ist metallisch-grau gefärbt und von einer braunschwarzen Kruste umgeben. Es besteht meist aus zwei verschiedenen Mineralen, Kamacit und Taenit, die charakteristische Widmanstätten-Strukturen bilden. Eisenmeteoriten enthalten oft Einschlüsse des Minerals Troilit (Eisensulfid). Der größte auf der Erde gefundene Meteorit, der Meteorit Hoba, ist ein Eisenmeteorit.

## Ursprung und Zusammensetzung

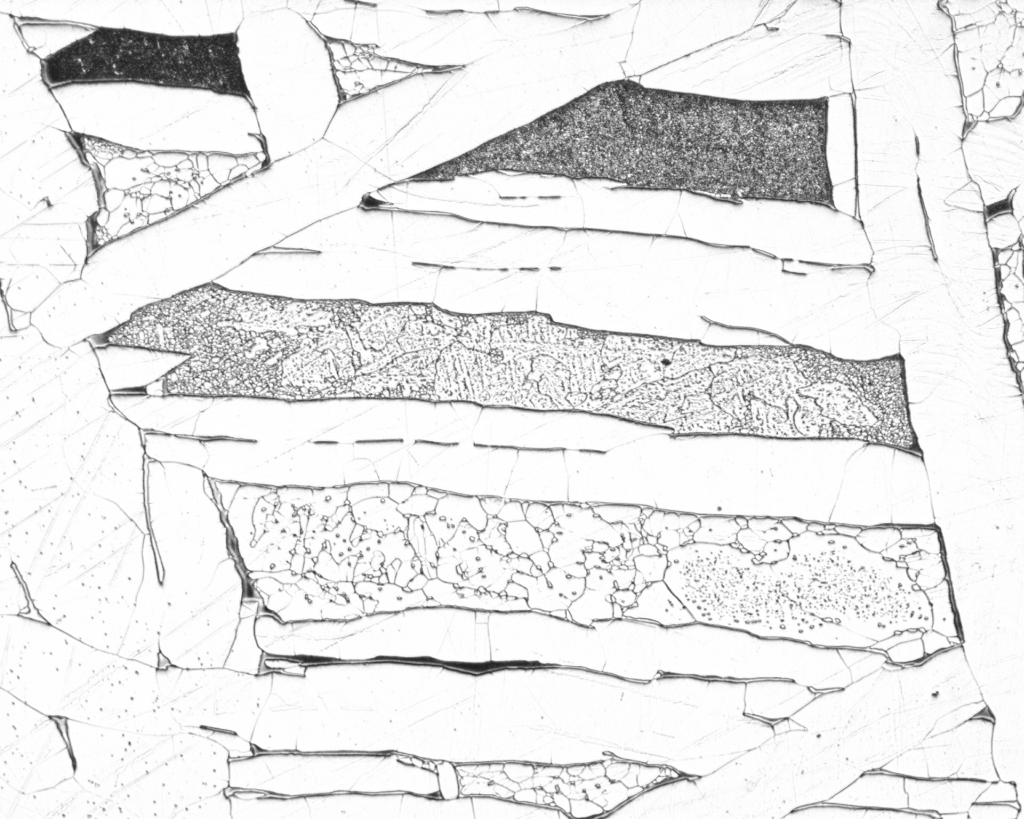
Widmanstätten-Struktur in Meteoriteneisen

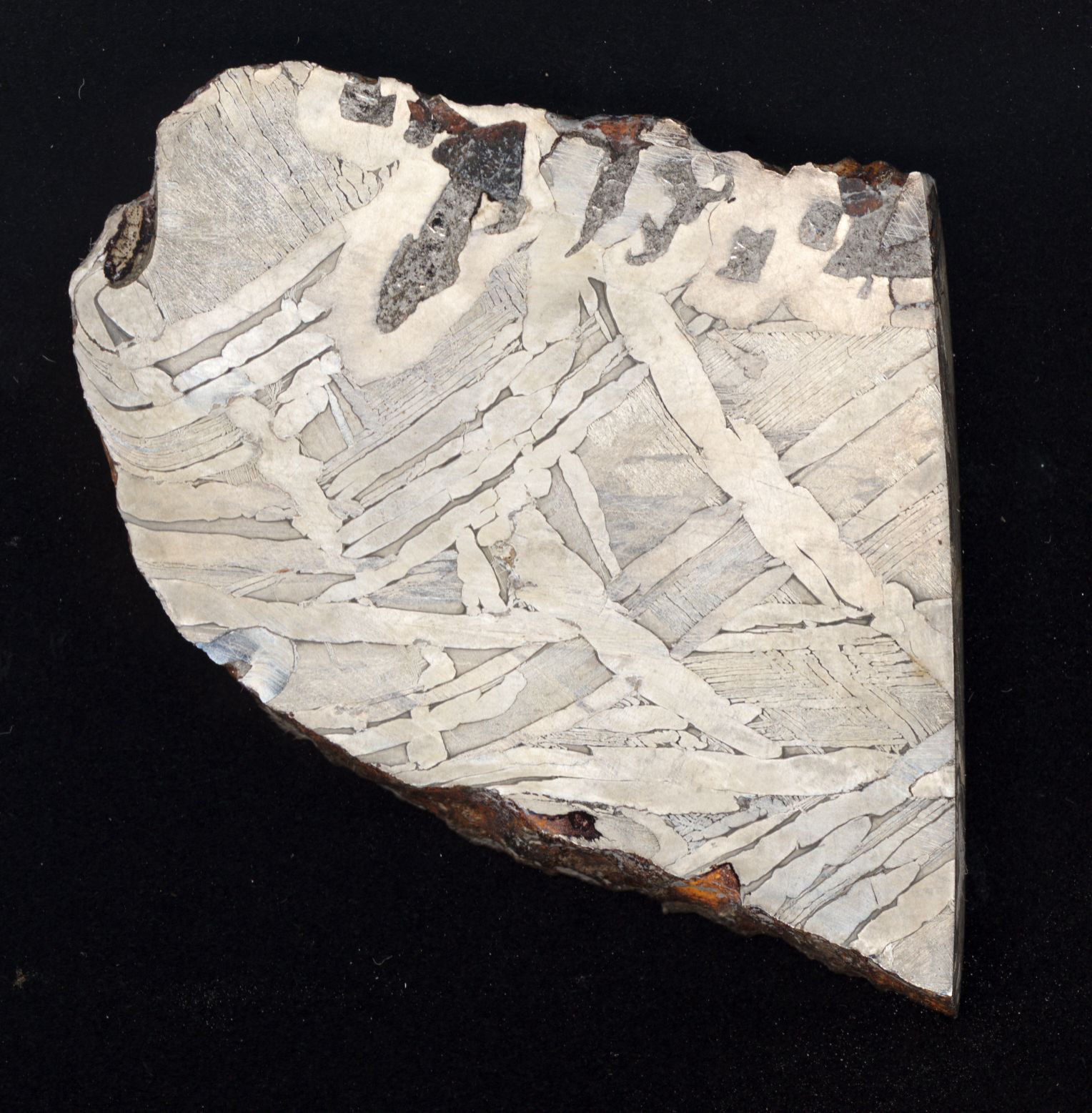
Eisenmeteorit mit Gefüge, Aufschmelzungen, Einschlüssen

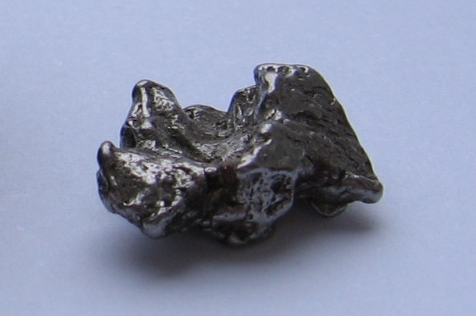
Eisenmeteorit aus Campo del Cielo, Argentinien

Eisenmeteoriten stammen wahrscheinlich aus dem Kern ehemaliger Asteroiden, bei deren Entstehung sich die schweren Elemente Eisen und Nickel im Innern absetzten. Sie werden oft als Modell für die Zusammensetzung des Erdkerns angesehen. Im Inneren der Asteroiden waren die Metalle vollständig aufgeschmolzen und gemischt, sie kühlten sehr langsam ab – etwa 1 K in tausend Jahren. Die Schmelze kristallisierte zunächst als homogene Eisen-Nickel-Legierung, die bei weiterer Abkühlung in zwei Minerale mit unterschiedlichen Nickelgehalten zerfiel, den nickelarmen Kamacit (weniger als 6 Prozent Nickelgehalt), der auch als Balkeneisen bezeichnet wird, und den nickelreichen Taenit (6 bis 15 Prozent Nickel), auch Bandeisen genannt.
Neben einem spezifischen Eisen- und Nickelgehalt enthalten die Eisenmeteoriten Minerale wie Cohenit (Eisencarbid), Schreibersit (Nickel-Eisen-Phosphid), Troilit (Eisensulfid) sowie Kohlenstoff in Form von Graphit. Darüber hinaus enthalten sie Spurenanteile von Edel- und Schwermetallen, wie Germanium, Gallium, Iridium, Arsen, Wolfram und Gold.

## Klassifikation
Die Nickel-Eisen-Meteoriten werden anhand ihrer Zusammensetzung und ihrer Struktur in Hexaedrite, Oktaedrite und Ataxite unterteilt:
- Hexaedrite wurden während ihrer Entstehung nicht über 800 °C erhitzt und bestehen fast ausschließlich aus dem Mineral Kamacit. Der Nickelgehalt beträgt 4–7,5 %. Sie zeigen keine Widmanstättenschen Strukturen wie die Oktaedrite. Der Name bezieht sich auf ihre Spaltbarkeit nach den Flächen eines Würfels, oder Hexaeders. Einige der Meteoriten weisen jedoch nach Anätzen parallele Linien, die Neumannschen Linien, auf. Es sind Verformungen des Kristallgefüges, die offensichtlich das Ergebnis eines Impaktereignisses darstellen und beim Zusammenstoß des Ursprungskörpers mit einem anderen Asteroiden oder beim Einschlag auf der Erde entstanden sein könnten.

- Oktaedrite waren während ihrer Entstehung Temperaturen über 800 °C ausgesetzt. Sie setzen sich aus einer Mischung von Kamacit und Taenit zusammen. Werden diese Meteoriten poliert und angeätzt, zeigen sich die typischen Widmanstättenschen Strukturen aus Kamacit-Balken und Taenit-Lamellen. Sie sind parallel zu den Flächen eines Oktaeders angeordnet, daher der Name. Nach der Breite der Kamacit-Balken werden die Oktaedrite in Strukturklassen eingeteilt. Dabei besteht eine Korrelation mit dem Nickelgehalt: Je mehr Nickel, desto feiner ist die Struktur. Die Ursache dafür liegt in der Tatsache, dass im Eisen-Nickel-System die Ausscheidung von Kamacit aus dem zunächst homogenen Taenit bei umso tieferer Temperatur erfolgt, je höher der Nickelgehalt ist, so dass sich dann durch die langsamere Diffusion nur noch schmale Balken bilden können.

Die folgenden Klassen werden unterschieden:
- Gröbste Oktaedrite (Ogg), Balkenbreite mehr als 3,3 mm, 5–9 % Ni
- Grobe Oktaedrite (Og), Balken 1,3 bis 3,3 mm, 6,5–8,5 % Ni
- Mittlere Oktaedrite (Om), Balken 0,5 bis 1,3 mm, 7–13 % Ni
- Feine Oktaedrite (Of), Balken 0,2 bis 0,5 mm, 7,5–13 % Ni
- Feinste Oktaedrite (Off), Balken kleiner als 0,2 mm, 17–18 % Ni

Zusätzlich können die Oktaedrite nach ihrem Gehalt an den Spurenelementen Ga, Ge und Ir in die chemischen Gruppen I bis IV eingeteilt werden. Daneben existiert noch eine Reihe von Oktaedriten, die bislang keiner dieser Gruppen zugeordnet werden konnten. Bekannte Vertreter der Oktaedritgruppe sind der Gibeon-Meteorit, Sikhote-Alin-Meteorit, Campo-del-Cielo-Meteorit, Canyon-Diablo-Meteorit, Nantan-Meteorit, der Mundrabilla-Meteorit und der Meteorit Toluca.
- Die Ataxite (der Name bedeutet „ohne Struktur“) weisen Nickelgehalte von mehr als 15 Prozent auf. In diesen Meteoriten liegt nur noch das Mineral Taenit vor; es zeigen sich keine Widmanstättenschen Strukturen. Zu den Ataxiten gehören zum Beispiel die Chinga-Meteoriten und Dronino-Meteoriten sowie der 60 Tonnen schwere Meteorit Hoba.

Untersuchungen des jeweiligen Verhältnisses der Spurenmetalle Gallium, Germanium, Kobalt, Chrom und Kupfer zum Nickelgehalt in Nickel-Eisen-Meteoriten durch J. F. Lovering et al. (1957) führten, zusätzlich zur strukturellen Klassifizierung, zur Einführung der chemischen Gruppen I bis IV. Diese Einteilung wurde 1967 durch J. T. Wasson und J. Kimberlin auf insgesamt 13 Gruppen erweitert, welche durch Hinzufügen von Buchstaben an die Gruppennummer unterschieden werden. Man geht davon aus, dass jede dieser chemischen Gruppen einem eigenen Ursprungskörper entspricht. Immerhin etwa 10 Prozent der Eisenmeteoriten passen in keine dieser 13 Gruppen und werden als ungruppiert (UNGR) bezeichnet. Nickel-Eisen-Meteoriten können auch in magmatisch und nichtmagmatisch unterteilt werden. Die ersteren sind aus einer Schmelze entstanden, die komplett aufgeschmolzen war, während die nichtmagmatischen Meteoriten vermutlich nicht komplett aufgeschmolzen waren und vielleicht bei einem Impakt geformt wurden.
- Der überwiegende Teil der Nickel-Eisen-Meteoriten gehört der Gruppe IAB an. Es sind grobe und mittlere Oktaedrite mit deutlich ausgeprägten Widmanstättenschen Strukturen. Sie enthalten Einschlüsse verschiedener Silikate, die chemisch eng mit primitiven Achondriten verwandt sind. Es wird angenommen, dass beide Meteoritengruppen vom selben Ursprungskörper stammen. Die IAB-Eisenmeteoriten enthalten oft Einschlüsse des Eisensulfids Troilit und schwarze Graphit-Knollen. Das Vorhandensein dieser elementaren Form des Kohlenstoffs sowie die Verteilung der Spurenelemente geben einen Hinweis auf die Verwandtschaft der IAB-Eisenmeteoriten mit den kohligen Chondriten.

- Die Meteoriten der Gruppe IIAB sind Hexaedrite, die aus einzelnen, sehr großen Kamacit-Kristallen aufgebaut sind. Die Verteilung der Spurenelemente ähnelt der in einigen kohligen Chondriten und Enstatit-Chondriten. Es wird daher davon ausgegangen, dass die IIAB-Eisen von einem chondritischen Ursprungskörper stammen.

- Die Gruppe der IIC-Eisenmeteoriten besteht aus Oktaedriten mit sehr feinem Kristallgefüge.

- Die Meteoriten der Gruppe IID sind mittlere bis feine Oktaedrite, die hohe Anteile an Gallium und Germanium enthalten. Sie enthalten oft Einschlüsse des Nickel-Eisen-Phosphids Schreibersit – ein äußerst hartes Mineral.

- Die Meteoriten der Gruppe IIE sind grobe bis mittlere Oktaedrite, die zahlreiche Einschlüsse eisenreicher Silikate enthalten. Es besteht eine chemische Verwandtschaft zu den H-Chondriten.

- Die Meteoriten der Gruppe IIF sind aus Oktaedriten und Ataxiten zusammengesetzt. Es besteht eine chemische Verwandtschaft zu den Pallasiten und den kohligen Chondriten der Gruppen CO und CV.

- Die Gruppe IIIAB stellt neben den IAB-Meteoriten die zweite große Gruppe der Eisenmeteoriten dar. IIIAB-Meteoriten sind grobe bis mittlere Oktaedrite, die chemisch mit den Pallasiten der Hauptgruppe verwandt sind. Offensichtlich stammen beide Gruppen von einem gemeinsamen Ursprungskörper.

- Die Gruppen IIICD und IIIE sind sehr feine Oktaedrite und Ataxite mit unterschiedlichen Anteilen an Spurenelementen.

- Die Mitglieder der IVA-Gruppe sind feine Oktaedrite. Die Verteilung ihrer Spurenelemente unterscheidet sie von allen anderen Gruppen.

- Die Meteoriten der Gruppe IVB sind Ataxite mit einem Nickelgehalt von über etwa 17 Prozent.

## Kulturgeschichte
Meteoritisches Eisen wurde schon vor der eigentlichen Eisenzeit zur Herstellung von Kultgegenständen, Werkzeugen oder Waffen benutzt. So wurden etwa in einem kleinen Gräberfeld aus der Zeit von 3300 bis 3000 v. Chr. bei der ägyptischen Siedlung Gerzeh Eisenperlen mit einem Nickelgehalt von 7,5 Prozent gefunden, was den meteoritischen Ursprung nahelegt. Eine Dolchklinge aus meteoritischem Eisen wurde auch in der Grabkammer des Pharaos Tutanchamun (um 1340 v. Chr.) gefunden.
Die in Grönland gefundenen großen Eisenmeteoriten von Cape York wurden von den Inuit zur Herstellung von metallischen Harpunenspitzen und Messern genutzt.
Auch heute wird meteoritisches Eisen wegen seiner relativen Seltenheit zu Schmuck oder zu handgemachten Messern verarbeitet.
Des Weiteren findet Meteoritisches Eisen, wenn auch ohne Beleg einer Wirksamkeit, in der Anthroposophischen Medizin Anwendung.

## Weiterführende Literatur
- Damanveer S. Grewal, Surjyendu Bhattacharjee, Bidong Zhang, Nicole X. Nie, Yoshinori Miyazaki: Enrichment of moderately volatile elements in first-generation planetesimals of the inner Solar System. In: Science Advances, Band 11, Nr. 6; 5. Februar 2025; doi:10.1126/sciadv.adq7848 (englisch). Dazu: 
  - Building Blocks of Earth and Mars Were Originally Rich in Moderately Volatile Elements. Auf: Sci.News vom 5. Februar 2025.